# ميلوم
ميلوم هي جزيرة غير مأهولة تقع في الجنوب الشرقي من جزيرة فانجر أوخه، قبالة المستوطنات الساحلية Horumersiel وSchillig.